# AirPort

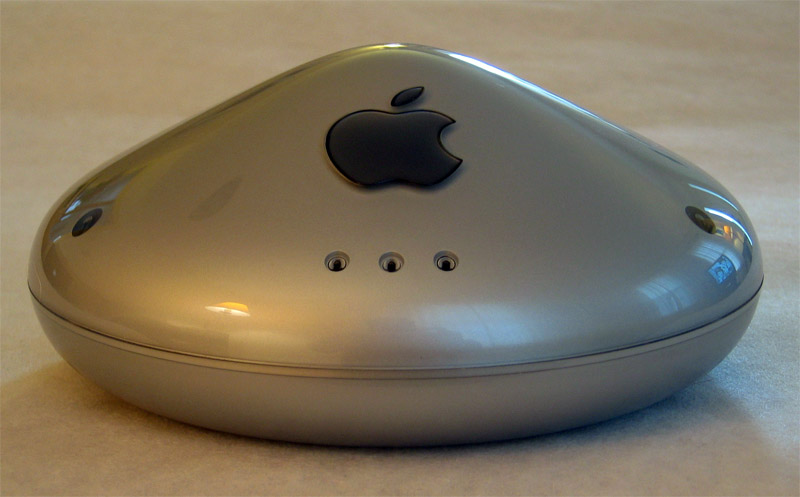
Una de las primeras estaciones base de la línea AirPort

AirPort es el nombre dado por Apple a sus productos de redes locales inalámbricas con tecnología WiFi. Airport debutó el 21 de julio de 1999 en la Expo Macworld en la Ciudad de Nueva York; Los productos que implementan el protocolo IEEE 802.11b se denominan Airport, mientras que los que siguen la norma IEEE 802.11g se denominan Airport Extreme. Apple fue la primera compañía en integrar éstas redes inalámbricas en sus productos. En Japón Airport está registrada a nombre de AirMac. El sistema original permite tasas de transferencia superiores a 11 Mbit/s y su uso más frecuente es para compartir acceso a Internet y ficheros entre múltiples usuarios. La estación base original (conocido como el "Grafito") se centró en un módem y un puerto de Ethernet. Estaba basado en la misma tarjeta de circuito impreso de bronce de WaveLAN de Lucent, y usa un procesador empotrado 486.
Un segundo modelo de generación (conocido como la "Ethernet doble" o la "Nieve") fue presentado el 13 de noviembre de 2001. Añadió un segundo puerto de Ethernet.
Sin embargo las tarjetas AirPort y AirPort Extreme están disponibles exclusivamente para ordenadores Macintosh, Todas las estaciones base AirPort base y sus tarjetas son totalmente compatibles con la tercera parte de los puntos de acceso wireless, que utilicen los estándares 802.11a, 802.11b o 802.11g. Debido a la naturaleza del hardware draft-n, es totalmente imposible que el modelo nuevo pueda interoperar con routers con protocolo 802.11n de otros fabricantes. 

## Airport Express

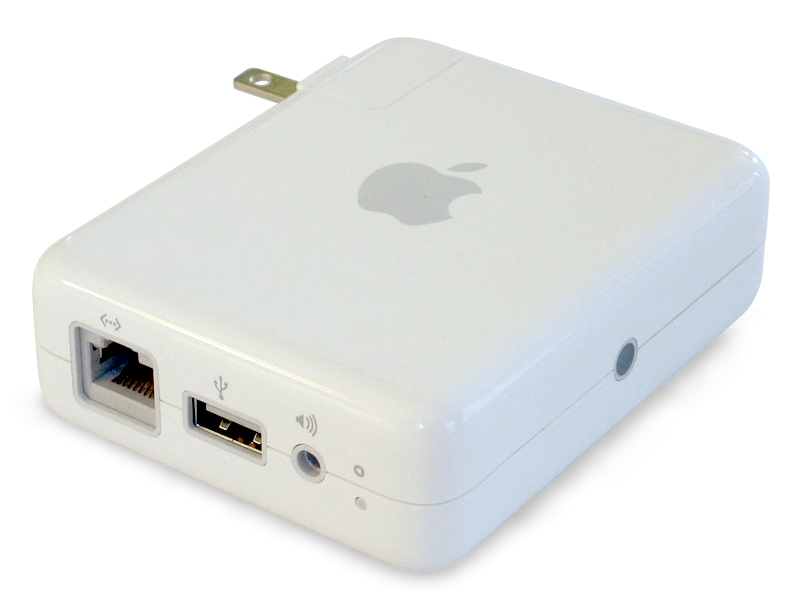
Una estación base AirPort Express.

AirPort Express es más simple y compacto que la estación base AirPort Extreme permitiendo solamente hasta 10 usuarios conectados a la red con una nueva característica denominada AirTunes. En su búsqueda por llegar a un número mayor de usuarios, Apple sacó recientemente una versión de bajo coste de su estación base Airport Extreme claramente orientada al público doméstico. El Airport Express es un pequeño equipo de un tamaño similar a sus actuales cargadores de portátiles MacBook, MacBook Air y MacBook Pro con toda la electrónica necesaria dentro. El reducido tamaño imposibilita el que pueda tener suficiente potencia para administrar muchos clientes Wireless. Sin embargo, incorpora un conector USB versátil al que acoplar una impresora o un iPod, además de una salida de línea de audio para poder conectarlo a un equipo de música, actuando como servidor de música bajo el protocolo DAAP.
El procesador principal en Airport Express es un conjunto de chips de conexión de redes de radio de BCM4712KFB de Broadcom. Es un procesador de 200 MHz de arquitectura MIPS. El audio está controlado por Texas Instruments PCM2705 16-bit conversión analógica a digital.
Otro uso del puerto de USB es controlar a AirTunes usando un Keyspan que es un mando a distancia que funciona por infrarrojos.
El 17 de marzo de 2008, Apple la actualiza incorporándole el protocolo IEEE 802.11n.

## AirPort Extreme
El 7 de enero de 2003, Apple lanzó el "Airport Extreme", sobre la base de la especificación de protocolo 802.11g. Airport Extreme permite velocidades de transferencia de datos al máximo apogeo teórico por encima de 54 Mbit/s, y es completamente compatible con 802.11b tarjetas de la red inalámbricas existentes y la posición de acceso inalámbrica y sus Estaciones de base.
Esta revisión también añade dos puertos adicionales LAN para obtener así un total de tres. Las tarjetas AirPort y AirPort Extreme no son físicamente compatibles: Las tarjetas AirPort Extreme no pueden ser instaladas en los viejos Macs, y las tarjetas AirPort no pueden ser instaladas en los nuevos Macs.
Entre otras mejoras añadidas encontramos, que el puerto USB permita también la conexión de un disco duro externo y usar AirPort Extreme como un servidor de ficheros. Llamado AirPort Disk, esta característica es compatible con Mac OS X y Microsoft Windows 7. El puerto USB también permite la conexión de un hub USB, permitiendo simultáneamente que un disco duro externo y la impresora estén conectados al mismo tiempo.
El 10 de junio de 2013, Apple anuncia un nuevo modelo, que mide 10 x 16.5 cm, con soporte para redes 802.11ac. En el interior tiene espacio suficiente para un disco duro de 2 o 3 TB, y puede usarse como una cápsula de tiempo. La antena incluye tecnología "beamforming" que le permite adaptar la señal al entorno.

## Estaciones de base
Una estación de base Airport se usa para establecer conexiones permitidas por Airport a Internet.

Chipsets.

## Tarjetas Airport
Una tarjeta Airport es una tarjeta wireless de Apple card usada para conectarse a redes inalámbricas, las cuales tienen que contar con una estación base de Airport.

### Tarjeta Airport
El modelo original, conocido únicamente como "Tarjeta Airport" era una tarjeta de circuito impreso de bronce de WaveLAN de Lucent, en un revestimiento modificado que carecía de la antena integrada.

### Airport Extreme Card
Correspondiendo con el lanzamiento de la estación base de Airport Extreme, la tarjeta Extreme comenzó a estar disponible como una opción de los modelos actuales. La tarjeta Extreme está basada en el protocolo 802.11g y está encajado en una Mini-PCI. 

## Solución al uso del Disco Externo con el USB del Airport Extreme
Airport Extreme presenta varios problemas con discos externos a través de puertos USB. Hay un gran número de personas que preguntan sobre este problema buscando ayuda y algún tipo de solución. Aquí hay una:
1. Supongamos que la configuración está lista para usar un disco conectado al Airport Extreme. Si no es así, se debe hacer con las instrucciones de esta unidad utilizando el Airport Utility Software, que es encuentra en Aplicaciones/Utilidades.
2. Desconectar el Airport Extreme de la red eléctrica.
3. Reiniciar el Mac.
4. Conectar el disco externo al Airport Extreme.
5. Volver a enchufar el Airport Extreme a la red eléctrica.
6. Esperar hasta que la conexión entre el Mac y el Airport Extreme se haya restablecido.
7. Utilizar el buscador para usar el disco externo.

Nota: si hay que apagar o desconectar el disco externo, después de esto, hay que volver a encenderlo o volver a conectarlo, primero hay que apagar el Airport Extreme y volver al segundo paso de estas instrucciones.
Si aun así todo esto no funciona, puede que algún log del disco esté corrupto, por cualquier causa, para arreglarlo, debes abrir la "Utilidad de Discos" que se encuentra en Aplicaciones/Utilidades, 
una vez allí pincha el disco directamente a un puerto USB del equipo, cuando te lo detecte, dentro de la opción Verificar, le das a verificar disco, si algo no va bien, te lo pondrá en rojo, una vez que termine, justo debajo tienes la opción "Reparar Disco". Una vez reparado todos los índices o la causa del error, lo desconectamos del equipo y directamente lo pinchamos al Airport extreme, veréis que lo detecta rápida y automáticamente como lo ha hecho siempre.